# Saga de Víglundar
La Saga de Víglundar es una de las sagas de los islandeses. La fecha de redacción se suele situar en el inicio del siglo XV. El argumento es una deliciosa historia de amor entre Víglundr y Ketilríðr que finalmente triunfan después de las primeras pruebas y tribulaciones. La saga es una de la más tardías de las sagas islandesas, y el relato está muy influenciado por las novelas de caballería, especialmente el de Tristán e Isolda. Incluye varios conmovedores versos compuestos por Víglundr alabando a su amada.
Algunos investigadores la incluyen entre las sagas de los poetas, aunque la saga de Víglundar en principio no pertenece a este grupo, pero tiene muchos puntos en común como relato del amor de un poeta en la adversidad.
La saga se conserva en el manuscrito 551A, 4.º de Arnamagnæan Codex.

## Traducciones
- Viglund's saga. Translated by Marianne Kalinke. In: Viðar Hreinsson (General Editor): The Complete Sagas of Icelanders including 49 Tales. Reykjavík: Leifur Eiríksson Publishing, 1997. Volume II, pp. 411-441.